# Вулиця Омеляна Пріцака
Ву́лиця Омеляна Пріцака — вулиця у Святошинському районі міста Києва, місцевість Академмістечко. Пролягає від бульвару Академіка Вернадського до вулиці Василя Степанченка.

## Історія
Вулиця виникла у 1950-ті роки під назвою Нова. У 1959 році отримала назву вулиця Академіка Кржижановського на честь радянського вченого Г. М. Кржижановського. Сучасна назва на честь американського науковця українського походження, історика Омеляна Пріцака з 2022 року.

## Установи та заклади
- Фізико-технологічний інститут металів та сплавів НАН України (буд. № 1)
- Інститут проблем матеріалознавства імені І. М. Францевича НАН України (буд. № 3)

## Зображення

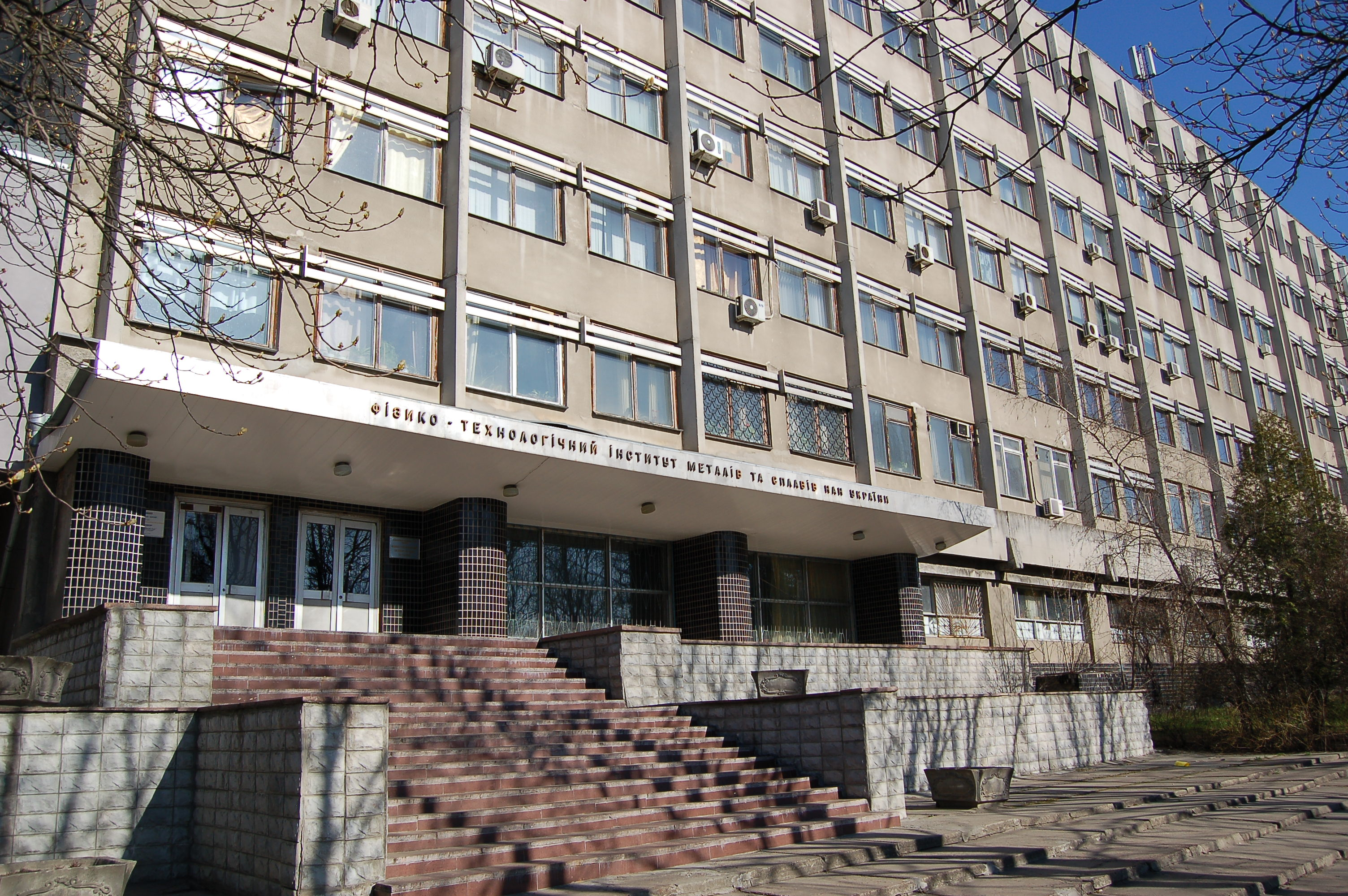
Фізико-технологічний інститут металів та сплавів НАН України